# Extensão de Endereço Físico
Em computação, Extensão de Endereço Físico, em inglês Physical Address Extension (PAE), algumas vezes também chamado de Extensão de Endereço de Página, é um recurso de gerenciamento de memória para a arquitetura x86. A PAE foi primeiramente introduzida no Pentium Pro em 1995 e foi aprimorada pela AMD para adicionar um nível na hierarquia de tabelas de páginas. Ela define uma hierarquia de tabela de páginas de três níveis, com entradas de tabela de 64 bits cada em vez de 32, permitindo que as CPUs acessem um espaço de endereços físicos maior que 4 gigabytes (232 bytes).
A estrutura de tabela de página usada pelas CPUs x86-64 quando operam no modo 64 bits estendem ainda mais a hierarquia de tabela de páginas para quatro níveis, estendendo o espaço de endereços virtuais e usa bits de endereço físico adicionais em todos os níveis da tabela de páginas, estendendo o espaço de endereços físicos. Ele também usa o bit mais significante da entrada da tabela de páginas de 64 bits como um bit NX.
PAE é fornecido nos processadores Pentium Pro da Intel e seus sucessores, bem como em processadores AMD Athlon e sucessores.

## Suporte dos sistemas operacionais
Para utilizar esta funcionalidade é necessário tanto o suporte do sistema operacional quanto da CPU.
O kernel Linux inclui suporte completo ao PAE desde a versão 2.3.23, permitindo acesso a até 64 GB de memória em computadores de 32 bits. Várias distribuições Linux passaram a utilizar o kernel com o suporte ao PAE ativado porque ele provê a funcionalidade do bit NX.
Windows também possui suporte, porém as versões desktop de 32 bits estão limitadas a 4 GB de memória por questões de licenciamento.